# クロミ・ライブ
| クロミ・ライブ Kuromi Live | クロミ・ライブ Kuromi Live                         |
| -------------------------- | -------------------------------------------------- |
| 開始日                     | 2024年3月15日                                      |
| 終了日                     | 2025年1月19日                                      |
| 開催場所                   | プロップ・ドック・ステージ（ニューヨーク・エリア） |
| タイプ                     | ステージ・ショー                                   |
| 所要時間                   | 約30分                                             |

「クロミ・ライブ」（英語: Kuromi Live）は、ユニバーサル・スタジオ・ジャパンのプロップ・ドック・ステージ（ニューヨーク・エリア）で、2024年3月15日から2025年1月19日まで開催されていたストリート・ショーである。
ここでは、2025年3月14日より開催予定の「クロミ・ライブ～世界クロミ化ツアー クリスタル・クリア～」についても記述する。

## 概要
「クロミ・ライブ」は、2024年2月6日に「NO LIMIT! ミュージック・フェスティバル」の一環として開催が発表された。これまでクロミとマイメロディがユニバーサル・スタジオ・ジャパンに登場したのは、ハロウィーン・イベントの一環で行われたグリーティングのみであり、通年開催のストリート・ショーに登場するのは初めてとなった。
2025年2月5日、ストリート・ショーのテーマがロックに決定し、「クロミ・ライブ～世界クロミ化ツアー クリスタル・クリア～」の開催が発表された。

## ストーリー

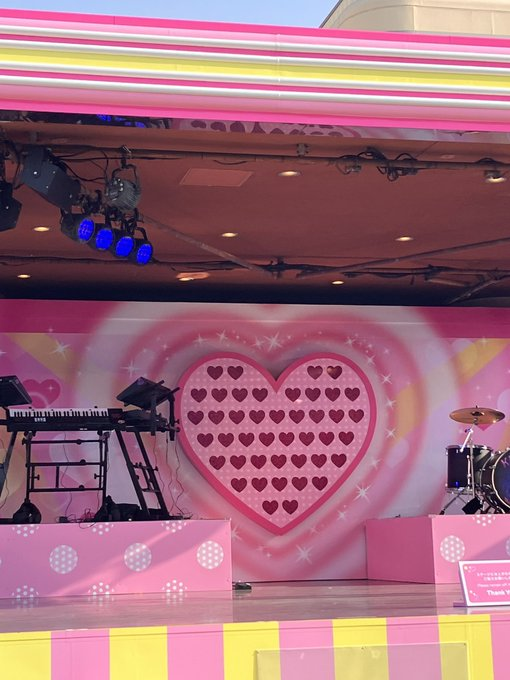
「クロミ・ライブ」が開催されているプロップ・ドック・ステージ（2024年3月撮影）

「クロミ・ライブ」は、ニューヨーク・エリアに設置されたステージで行われる。ライブの前には、ベース担当の「AIR MAXM」とキーボード担当の「WHO AM I」がタオルダンスのレクチャーを行う。続いて、ギター担当の「ZERO-100」、ドラム担当の「RAURA」が紹介される。その後、「世界クロミ化ツアー 2024」で各地を巡っているクロミが登場し、オリジナル曲「Greedy Greedy」をオープニングで披露する。続いて新曲「無限の欲望 インフィニティ」を歌うが、その途中でマイメロディが曲をアレンジして乱入する。
クロミとマイメロディが軽い口論を繰り広げる中、マイメロディが連れてきた外国の友人であるシンガー「RAM HEART」が登場する。RAM HEARTを見たクロミは、その美貌に一目惚れする。次の「If I Had You」では、RAM HEARTの歌声に合わせて、マイメロディがキーボード、クロミがドラムの生演奏を披露する。
曲が終わった後、RAM HEARTはクロミとマイメロディの関係性について尋ねる。クロミは2人が親友ではないことを柔らかく否定し、オリジナル曲「ふたりはライバル」を披露する。この曲では、冒頭でレクチャーされたタオルダンスに加え、クロミとマイメロディがショルダーキーボードの生演奏を行う。ライブの最後、クロミはRAM HEARTにツアーへの帯同を提案する。マイメロディは別の夢を追いかけるためツアーには同行しないことを選ぶが、RAM HEARTは快く承諾し、クロミの願いが実現する。
クロミは「他人に好かれなくても、自分が自分を愛し、好きな自分でい続ける」ことを宣言し、ライブはフィナーレへ。最後に「Don't Be So Hard On Yourself」を披露し、クロミとマイメロディがライブTシャツに着替えて登場し、クライマックスを迎える。

## 登場キャラクター
クロミ
声 - 竹内順子
「クロミ・ライブ」の主役であり、「世界クロミ化ツアー 2024」で各地を巡る。マイメロディが連れてきたシンガー「RAM HEART」に一目惚れする。ライブ中にはドラムやショルダーキーボードの生演奏を披露し、「他人に好かれなくても、自分が自分を愛し、好きな自分でい続ける」ことを宣言する。
マイメロディ
声 - 佐久間レイ
外国の友人であるシンガー「RAM HEART」を連れて「クロミ・ライブ」に乱入する。ライブ中にはキーボードの生演奏を披露するが、自身の夢を追いかけるため「世界クロミ化ツアー」への同行を辞退する。

## グッズ
「クロミ・ライブ」の「世界クロミ化ツアー 2024」をさらに楽しむためのグッズとして、クロミとマイメロディがデザインされたTシャツとマフラータオルが2024年3月15日に発売された。その後、クロミとマイメロディそれぞれのカチューシャ、ぬいぐるみ、ブレスレット、キーチェーンなどのアイテムが追加で販売された。

## NO LIMIT! カウントダウン 2025
2024年12月31日に開催された「NO LIMIT! カウントダウン 2025」では、スペシャル・ステージの一環として「クロミ・ライブ」のスペシャルバージョン「クロミ・ライブ・カウントダウン」が実施された。グラマシー・ステージに拡大されたセットには追加のダンサーが登場した。新年を迎える瞬間には「クロミ・ライブ・ニューイヤー・セレブレーション・ショー」が行われ、新たなシンガーを加えた「Firework」や「無限の欲望 インフィニティ」のリミックスバージョンが披露された。

## ショー演出をめぐるトラブルと運営対応
2024年5月、ショーの鑑賞場所周辺の立入禁止エリアに多くの子どもが押し寄せ、ショーの演出で使用された紙吹雪を拾い集める様子が撮影され、SNSに投稿された。この出来事に対し、SNS上では批判的な意見が寄せられたが、ユニバーサル・スタジオ・ジャパンは厳しい処分を行わない方針を示し、再発防止のため運営方法の見直しを検討するとした。

## クロミ・ライブ～世界クロミ化ツアー クリスタル・クリア～
「クロミ・ライブ～世界クロミ化ツアー クリスタル・クリア～」（英: Kuromi Live: Kuromify the World Tour "Crystal Clear"）は、2025年3月14日より開催予定のストリート・ショーである。

### グッズ
テーマである「クリスタル」をモチーフにしたクロミのライブTシャツやマフラータオルに加え、ラメやハートがあしらわれたバルーンスティックなど、本ライブで初登場となるグッズが、2025年3月13日よりハローキティ・デザインスタジオで販売される。